# Alexander Trachtenberg
Alexander Trachtenberg (geb. 23. November 1884 in Odessa, Russisches Kaiserreich; gest. 16. Dezember 1966 in New York, Vereinigte Staaten) war ein US-amerikanischer Verleger von marxistischen Büchern und Flugschriften. Er war langjähriges Mitglied der Sozialistischen Partei Amerikas und der Kommunistischen Partei der USA (CPUSA).

## Leben und Wirken

### Frühe Jahre
Trachtenberg wurde in Odessa, das damals im Ansiedlungsrayon des Russischen Kaiserreichs lag, in einer jüdischen Familie geboren. Von 1902 bis 1904 absolvierte er in Odessa ein Studium der Elektrotechnik, wurde 1905 im Russisch-Japanischen Krieg in die Russische Armee eingezogen und mit dem Georgsorden ausgezeichnet. Im Laufe der Revolution von 1905 war er während eines Jahres in Haft. Bald nach seiner Entlassung 1906 emigrierte er von Hamburg aus in die Vereinigten Staaten, wo er am 6. August 1906 in New York ankam und von 1908 bis 1915 an verschiedenen Hochschulen studierte. Seinen Bachelor-Grad erwarb er 1911 am Trinity College in Hartford (Connecticut), den Mastergrad 1912 in Yale, wo er bis 1915 ein Studium der Wirtschaftswissenschaft fortführte und eine Dissertation über Sicherheitsgesetze zum Schutz der Bergarbeiter in Pennsylvania begann, deren Veröffentlichung zwar vom US-Arbeitsministerium bewilligt wurde, die jedoch erst 1942 in dem von Trachtenberg mitbegründeten Verlag International Publishers publiziert wurde. Als Student in Yale erklärte er in einem Interview mit der Wochenzeitung The American Hebrew zur Lage der Juden in Russland:

“Man kann nicht in dieser Hölle leben, und es wurde zu einer Hölle für unsere Leute gemacht.... Junge Männer und Frauen jüdischen Glaubens werden nur in der kleinstmöglichen Anzahl zu den höheren Sphären des Lernens zugelassen. Sie dürfen nur die niedrigsten Stellen besetzen. Das jüdische Volk als Klasse, mit Ausnahme einiger weniger Vermögender, lebt im tiefsten Elend wie die Bauern selbst. Wir haben versucht, gegen die Unmenschlichkeit und die Ungerechtigkeit des Ganzen aufzuschreien, aber es hat uns nichts genützt.”

Mit diesen Worten identifizierte sich Trachtenberg eindeutig als Jude, engagierte sich aber gleichzeitig in der sozialistischen Bewegung in den USA, und es ist unwahrscheinlich, dass er etwas für die jüdische Religion oder die zionistische Bewegung empfand. Tatsächlich widerspiegeln seine späteren Schriften Lenins scharfe Kritik sowohl am Antisemitismus als auch am Zionismus als Ausdruck des bürgerlichen Nationalismus.

### Politische Karriere
Bis zur Oktoberrevolution von 1917 hatte Trachtenberg dem linken Flügel der Sozialistischen Partei Amerikas angehört. Auch im Laufe der bolschewistischen Revolution verließ er diese Partei nicht, sondern versuchte mit Gleichgesinnten, sie in die Komintern einzubinden. 1920 untersuchte das FBI nach einer Reihe von Bombenanschlägen Trachtenbergs Aktivitäten im Rahmen der Palmer-Razzien. Der Buchhalter von Trachtenbergs Firma hatte das FBI darüber informiert, dass Trachtenberg für die CPUSA Tausende von Flugblättern hatte drucken lassen. Während eines internen Parteikonflikts in den 1920er Jahren unterstützte Trachtenberg die Fraktion unter Führung von Charles Ruthenberg und Jay Lovestone. In den 1920er Jahren kandidierte Trachtenberg mehrmals für öffentliche Ämter, beispielsweise 1920 als Vertreter der Sozialistischen Partei in der New York State Assembly. Im November 1922 nahm er am 4. Weltkongress der Komintern in Moskau teil. Beruflich wurde er von 1924 bis 1962 ein wichtiger US-Verleger marxistischer Literatur.

### Nachkriegszeit
Während der McCarthy-Ära musste Trachtenberg zweimal vor Gericht erscheinen. Im Februar 1953 wurde er wegen Verstoßes gegen den Smith Act zu drei Monaten Gefängnis verurteilt. Dieses Urteil wurde aufgehoben, als der FBI-Spitzel und Zeuge Harvey Matusow seine Aussage widerrief. 1956 wurde Trachtenberg ein zweites Mal angeklagt und zu einem Jahr Gefängnis verurteilt. 1958 hob das Berufungsgericht dieses Urteil auf, gestützt auf eine Entscheidung des Obersten Gerichtshofs im Fall Yates v. United States aus dem Jahr 1957, wonach Aktivisten der CPUSA nicht wegen Verletzung der Staatssicherheit strafrechtlich verfolgt werden können.
Am 16. Dezember 1966 starb Trachtenberg in New York an einem Schlaganfall. Er hinterließ seine Frau Rosalind Kohn Trachtenberg, mit der er 49 Jahre verheiratet war. Das Paar hatte keine Kinder.

## International Publishers (Verlag)
Im Juni 1924 gründete Trachtenberg den Verlag International Publishers, der am 17. Juli 1924 amtlich eingetragen wurde. Der Verlag gab marxistische Flugblätter und Bücher heraus, darunter die 37-bändige Ausgabe der Marxist Library, die unter anderem in die Sowjetunion exportiert wurde. Der Verlag wurde zu einem bedeutenden Sprachrohr der CPUSA. Trachtenberg schloss sich der Liga der amerikanischen Schriftsteller (League of American Writers) an, die von 1935 bis 1943 bestand, und der unter anderem Lillian Hellman, Dashiell Hammett, I. F. Stone, Louis Untermeyer, Millen Brand und Arthur Miller angehörten. Die Mitglieder dieses Verbandes waren entweder Kommunisten oder Weggenossen. Besonders während der Weltwirtschaftskrise in den 1930er Jahren fand der Verlag eine zahlreiche Leserschaft, die nach Alternativen zum amerikanischen Kapitalismus suchte. Am 13. September 1939 wurde Trachtenberg vor den Dies-Ausschuss vorgeladen, der ihn zu der Produktionsweise und den Einkünften von International Publishers befragte. Als Whittaker Chambers 1939 der Roosevelt-Verwaltung einen Bericht über sowjetische Spionage in den USA zukommen ließ, bezeichnete er Trachtenberg als „Leiter der GPU“ in den USA.
1962 zog sich Trachtenberg aus dem von ihm geführten Verlag zurück, der unter seinem Nachfolger James S. Allen weiterhin Klassiker von Karl Marx, Friedrich Engels und Lenin veröffentlichte. Anlässlich seines 80. Geburtstags und des 40-jährigen Bestehens von International Publishers im Jahr 1964 veranstaltete die Partei eine große Feier im Statler Hilton Hotel in New York. Als die Hotelleitung erfuhr, dass die CPUSA eine Veranstaltung geplant hatte, versuchte sie, die Reservierung rückgängig zu machen, und es bedurfte der Anordnung eines Richters des Obersten Gerichtshofs, um das Hotel zur Erfüllung des Vertrags zu zwingen.

## Publikationen (Auswahl)
- Alexander Trachtenberg (Hrsg.): The Heritage of Gene Debs. International Publishers, New York 1955. Online
- Alexander Trachtenberg: History of May Day. International Publishers, New York 1947. Online